# Насилие

Оценка скорректированных по инвалидности потерянных лет жизни от физического насилия на 100 000 жителей в 2002 году
Нет данных
<200
200–400
400–600
600–800
800–1000
1000–1200
1200–1400
1400–1600
1600–1800
1800–2000
2000–3000
>3000

Наси́лие — преднамеренное применение физической силы или власти, действительное или в виде угрозы, направленное против себя, против иного лица, группы лиц или общины, результатом которого являются (либо имеется высокая степень вероятности этого) телесные повреждения, смерть, психологическая травма, отклонения в развитии или различного рода ущерб (определение Всемирной организации здравоохранения (ВОЗ)).
«Жизнь множества людей во всём мире наполнена насилием, и тем или иным образом оно касается нас всех. Многие из нас могут легко избежать неприятностей: для этого им достаточно запереть двери и окна на крепкие замки и по возможности сторониться опасных мест. Другим же укрыться негде: насилие поджидает их дома, хорошо спрятанное от общественных взоров».
ВОЗ заявляет: «Насилие является центральной проблемой здравоохранения во всём мире».
На международном уровне насилие привело к смерти 1,28 миллиона человек в 2013 году по сравнению с 1,13 миллионами в 1990 году. Из числа смертей в 2013 году примерно 842 000 были связаны с причинением вреда себе (самоубийство), 405 000 — с межличностным насилием (убийство) и 31 000 — с коллективным насилием (война) и законным вмешательством (смертная казнь). В Африке из каждых 100 000 человек ежегодно около 60,9 умирают насильственной смертью. На каждую смерть в результате насилия приходится десятки случаев госпитализации, сотни посещений отделения неотложной помощи и тысячи посещений врачей. Кроме того, насилие часто имеет пожизненные последствия для физического и психического здоровья и социального функционирования и может замедлять экономическое и социальное развитие.
В 2013 году нападение с применением огнестрельного оружия было основной причиной смерти в результате межличностного насилия, при этом, по оценкам, произошло 180 000 смертей. В том же году в результате нападения с использованием острого предмета погибло примерно 114 000 человек, а остальные 110 000 смертей от межличностного насилия были связаны с другими причинами.
Насилие во многих формах можно предотвратить. Существует тесная взаимосвязь между уровнями насилия и изменяемыми факторами в стране, такими как концентрированная (региональная) бедность, доходы и гендерное неравенство, вредное употребление алкоголя и отсутствие безопасных, стабильных и благоприятных отношений между детьми и родителями. Стратегии, направленные на устранение основных причин насилия, могут быть относительно эффективными в предотвращении насилия, хотя психическое и физическое здоровье и индивидуальные реакции личности и т. д. всегда были решающими факторами в формировании такого поведения.

## Виды насилия

### Насилие, направленное против собственной жизни и здоровья
Самоубийство по определению ВОЗ «это преднамеренный акт убийства самого себя». Нанесение себе увечий это «прямое и преднамеренное уничтожение или деформация частей тела без сознательного суицидального намерения.».
В 2000 году примерно 815000 покончили с собой (примерно одна смерть каждые 40 секунд) это 14,5 смертей на 100000 человек. Самоубийство является тринадцатой причиной смерти. Нанесение себе повреждений для людей от 15 до 44 лет, четвёртая по значимости причина смерти и шестая: плохого здоровья и потери трудоспособности.

### Межличностное насилие
Межличностное насилие подразделяется на две под категории: насилие в семье и со стороны интимного партнёра, то есть насилие в основном между членами семьи и близкими людьми, обычно, хотя и не всегда, в домашних условиях. Насилие в сообществе — насилие между людьми, которые не связаны, и которые могут знать или не знать друг друга, как правило, происходит вне дома. К первой группе относятся такие формы насилия, как жестокое обращение с детьми, насилие со стороны интимного партнёра (включая изнасилование в браке) и жестокое обращение с пожилыми людьми. К последним относятся, насилие среди молодёжи, случайные акты насилия, изнасилования или сексуальные посягательства со стороны незнакомцев, а также насилие в учреждениях, таких как школы, рабочие места, тюрьмы и дома престарелых. Когда межличностное насилие происходит в семье, его психологические последствия могут повлиять на родителей, детей и их отношения в краткосрочной и долгосрочной перспективе.

#### Насилие над детьми

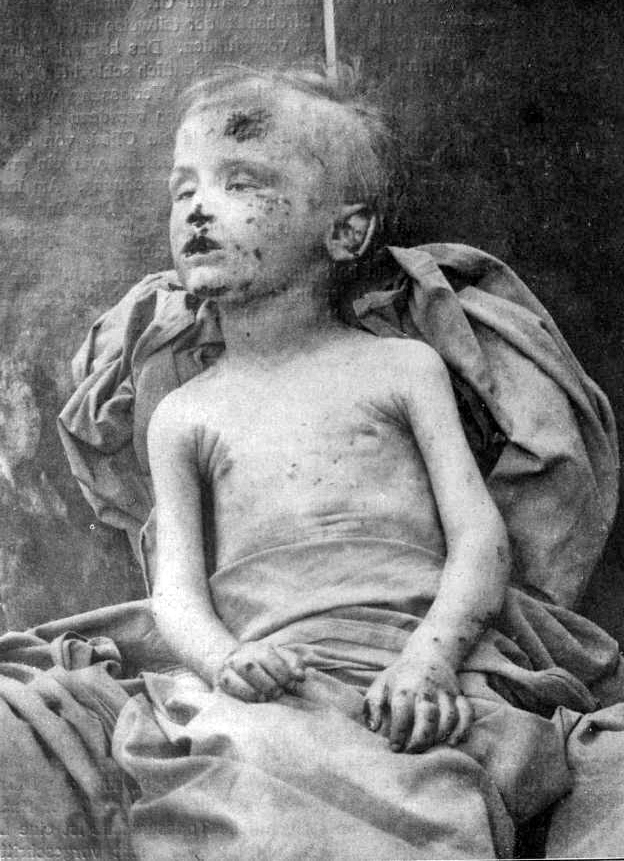
Ребёнок, подвергнутый сексуальному насилию (1910)

Насилие в отношении детей «жестокое обращение с детьми» — по определению ВОЗ к детям относятся люди до 18 лет «это все формы физического и/или эмоционального плохого обращения, сексуальное насилие, отсутствие заботы, пренебрежение, торговля или другие формы эксплуатации, способные привести или приводящие к фактическому ущербу для здоровья ребёнка, его выживания, развития или достоинства в контексте отношений ответственности, доверия или власти». Выраженность насилия к интимному партнёру также иногда рассматривается как форма плохого обращения с детьми.
Оценки в 2011 г. сильно различаются в зависимости от страны и метода исследования. Приблизительно 20 % женщин и 5—10 % мужчин сообщают о сексуальных надругательствах в детстве, а 25—50 % всех детей сообщают о физическом насилии.
Насилие в отношении детей влечёт пожизненные последствия для здоровья и благополучия детей, семей, сообществ и стран. И может привести к смерти. Убийство чаще всего совершается с применением оружия, холодного и огнестрельного. Более 80 % всех жертв и преступников являются лицами мужского пола. Это может в конечном итоге замедлить экономическое и социальное развитие страны. Предотвращение жестокого обращения с детьми до его начала, возможно, и требует многостороннего подхода. Эффективные профилактические программы поддерживают родителей и учат положительным родительским навыкам. Постоянное внимание за детьми и семьями может снизить риск повторного жестокого обращения и свести к минимуму его последствия.

#### Насилие над молодёжью

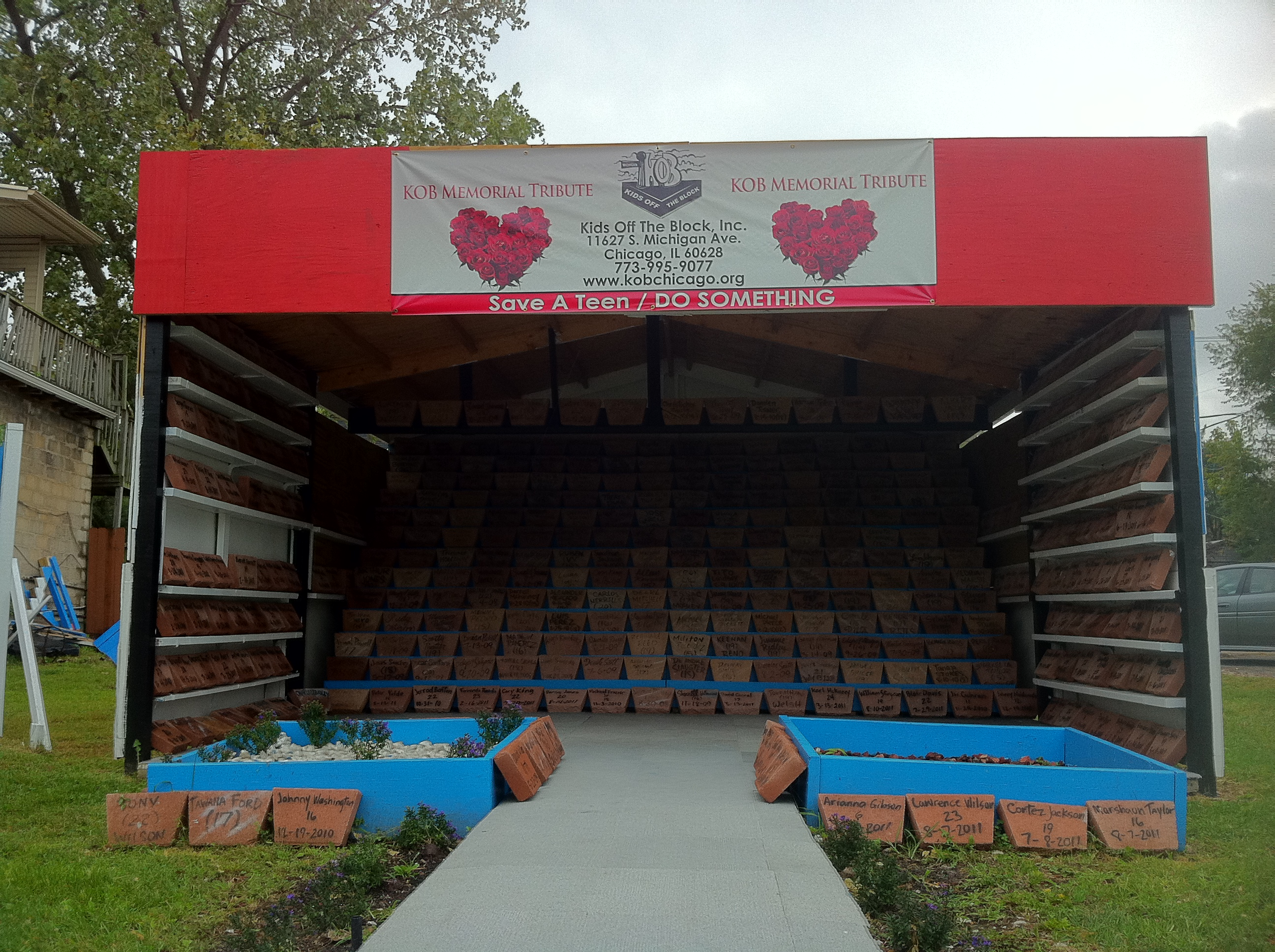
Мемориал «Kids off the Block» с сотнями простых каменных блоков, по одному на каждого ребёнка, убитого в результате насилия в Розленде, Чикаго

По данным Всемирной организации здравоохранения, молодёжь определяется как люди в возрасте от 10 до 29 лет. Молодёжное насилие относится к насилию, происходящему между молодыми людьми, и включает в себя действия, которые варьируются от травли и физических столкновений, до сексуализированных и физических нападений, вплоть до убийства.
Во всем мире около 250 000 убийств происходит ежегодно среди молодёжи в возрасте 10—29 лет, что составляет 41 % от общего количества убийств в мире каждый год. На каждого убитого молодого человека приходится ещё 20—40 травм, требующих стационарного лечения. Молодёжное насилие оказывает серьёзное, зачастую пожизненное влияние на психологическое и социальное функционирование человека. Молодёжное насилие значительно увеличивает стоимость услуг здравоохранения, социального обеспечения и уголовного правосудия, снижает производительность труда, уменьшает стоимость имущества, и подрывает основу общества.
Профилактические программы, которые доказали свою эффективность или перспективность в снижении насилия среди молодёжи, включают программы жизненных навыков и программы социального развития. Программы призваны помочь детям и подросткам справляться с гневом, разрешать конфликты и развивать необходимые социальные навыки для решения проблем. Например: школьные программы по предотвращению издевательств; и программы по сокращению доступа к психоактивным веществам и оружию. Кроме того, учитывая значительное влияние соседей на насилие среди молодежи, вмешательства, связанные с перемещением семей в менее бедную среду, показали многообещающие результаты. Аналогичным образом, проекты по обновлению городов, такие как районы улучшения бизнеса, показали снижение уровня насилия среди молодежи.
Различные типы молодёжи связанные с насилием среди молодёжи, включают в себя свидетельство или участие в физических, эмоциональных и сексуальных надругательствах (например, физические нападения, издевательства, изнасилования) и насильственные действия, такие как бандитизм, стрельба и грабежи. По словам исследователей, в 2018 году «более половины детей и подростков, живущих в городах, столкнулись с той или иной формой насилия в обществе». Насилие «также может иметь место под одной крышей или в данном сообществе или районе и может происходить в одно и то же время или на разных этапах жизни». Молодёжное насилие оказывает непосредственное и долгосрочное неблагоприятное воздействие, независимо от того, был ли человек получателем насилия или свидетелем его.
Молодёжное насилие влияет на людей, их семьи и общество. У пострадавших могут быть травмы на всю жизнь, что означает постоянные визиты к врачу и в больницу, стоимость которых быстро возрастает. Поскольку жертвы насилия могут не иметь возможности посещать школу или работать из-за своих физических и / или психических травм, члены их семей часто должны заботиться о них, в том числе оплачивать свои повседневные расходы на проживание и медицинские счета. Их попечителям, возможно, придётся бросить свою работу или работать по сокращённому графику, чтобы оказать помощь жертвам насилия. Это создает дополнительное бремя для общества, поскольку жертва и, возможно, даже их опекуны вынуждены получать государственную помощь для оплаты своих счетов. Недавние исследования показали, что психологическая травма в детстве может изменить мозг ребёнка. «Известно, что травма физически влияет на мозг и тело, что может быть причиной для беспокойство, ярости и способности к концентрации. У них также могут быть проблемы с запоминанием, доверием и формированием отношений.» Поскольку мозг привык к насилию, он может постоянно находиться в состоянии тревоги (аналогично тому, как он застревает в бою или в режиме полёта). «Исследователи утверждают, что у молодёжи, которая подвергается насилию, могут быть эмоциональные, социальные и когнитивные проблемы. У них могут быть проблемы с контролем эмоций, вниманием в школе, изоляцией от друзей или проявлением признаков посттравматического стрессового расстройства.»
Молодым людям, подвергающимся насилию, важно понять, как их тела могут реагировать, чтобы они могли предпринять позитивные шаги для противодействия любым возможным краткосрочным и долгосрочным негативным последствиям (например, плохая концентрация, чувство депрессии, повышенный уровень тревоги). Принимая немедленные меры по смягчению последствий травмы, которую они испытали, негативные последствия могут быть уменьшены или устранены. В качестве начального шага молодые люди должны понять, почему они могут чувствовать определённые чувства, и понять, как пережитое ими насилие может вызывать негативные чувства и заставлять их вести себя по-разному. Занятия для большего понимания их чувств, восприятия отрицательных эмоций это первый шаг, который должен быть сделан как часть восстановления после перенесённой травмы. «Исследования в области неврологии показывают, что единственный способ изменить наши чувства — это осознать свой внутренний опыт и научиться дружить с тем, что происходит внутри нас.»
Некоторые из способов борьбы с неблагоприятными последствиями насилия в отношении молодёжи могут заключаться в том, чтобы попробовать различные упражнения на осознанность и движения, упражнения на глубокое дыхание и другие действия, которые позволяют молодым людям высвободить сдерживаемые эмоции. Использование этих методов научит осознание тела, уменьшит беспокойство и нервозность, уменьшит чувство гнева и раздражения. Со временем эти виды деятельности помогут этим молодым жертвам насилия лучше контролировать свои чувства и поведение и избегать нездоровых способов справится с этим. Ещё один способ помочь травмированным жертвам среди молодёжи при помощи искусства. Это может быть достигнуто путём предоставления им возможности заниматься рисованием, черчением, музыкой и пением, что даст им возможность выразить себя и свои эмоции в позитивном ключе.
Молодёжь пострадавшая от насилия, получает пользу от близких отношений с одним или несколькими людьми. Это важно, потому что у жертв травмы должны быть люди, которые находятся рядом и заслуживают доверия, с которыми они могут общаться и рассказывать о своём ужасном опыте. Некоторые молодые люди не имеют взрослых дома или кого-то, на кого они могут рассчитывать для помощи и комфорта. Школы в плохих районах, где распространено молодёжное насилие, должны назначать консультантов для каждого ученика, чтобы они получали регулярные рекомендации. В дополнение к сеансам и программам консультирования / терапии было рекомендовано, чтобы школы предлагали программы наставничества, в которых учащиеся могут взаимодействовать со взрослыми, что может оказать на них положительное влияние. Другой способ заключается в создании большего количества программ в районах, чтобы у каждого ребёнка было положительное и стабильное место, когда но не посещает школьные занятия. В настоящее время многие дети получают пользу от официальных организаций, которые стремятся помочь воспитателю и обеспечить безопасную среду для молодёжи, особенно тех, кто живёт в районах с более высоким уровнем насилия. Это включает в себя такие организации, как (Becoming a Man, CeaseFire Illinois, Chicago Area Project, Little Black Pearl, и Rainbow House). Эти программы призваны помочь молодёжи найти безопасное место, чтобы предотвратить насилие, предлагая консультации и наставничества, чтобы помочь остановить цикл насилия. Если у молодёжи нет безопасного места для обучения после школьных занятий, у неё могут возникнуть проблемы такие как, плохие оценки, уход из школы и употребление психоактивных веществ. Банды ищут молодых людей, которые не имеют положительных влияний в своей жизни и нуждаются в защите. Вот почему эти программы так важны для молодёжи.

#### Насилие со стороны интимного партнёра
Под насилием со стороны интимного партнёра понимается поведение в интимных отношениях, которое наносит физический, сексуальный или психологический вред, включая физическую агрессию, сексуальное принуждение, психологическое насилие и контроль поведения.
Обследования на уровне населения, основанные на сообщениях жертв, дают наиболее точные оценки распространённости насилия со стороны интимного партнёра и сексуального насилия в условиях отсутствия конфликтов. Исследование, проведённое ВОЗ в 10 преимущественно развивающихся странах, показало, что среди женщин в возрасте от 15 до 49 лет от 15 % (Япония) до 70 % (Эфиопия и Перу) женщин сообщили о физическом и / или сексуальном насилии со стороны интимных партнёров.
Насилие со стороны интимного партнёра и сексуальное насилие имеют серьёзные краткосрочные и долгосрочные проблемы физического, психического, сексуального и репродуктивного здоровья для жертв и их детей и приводят к высоким социальным и экономическим затратам. К ним относятся как смертельные, так и не смертельные травмы, депрессия и посттравматическое стрессовое расстройство, нежелательная беременность, заболевания, передающиеся половым путём, включая ВИЧ.
Недавняя теория под названием (англ. The Criminal Spin «Криминальное вращение», «Криминальный круг»[проверить перевод]) предполагает взаимный эффект маятника (Круга) между партнёрами, который проявляется в увеличения насилия. Насильственный круг может происходить при любых других формах насилия, но в случае насилия со стороны интимного партнёра добавочной ценностью является взаимное насилие, основанное на уникальной ситуации и характеристиках интимных отношений.
Стратегия первичной профилактики с наилучшими доказательствами эффективности насилия со стороны интимного партнёра — это школьные программы для подростков, направленные на предотвращение насилия в отношениях в свиданиях. Появляются данные об эффективности ряда других стратегий первичной профилактики — которые совмещают: микрофинансирование с обучением гендерному равенству, развивают навыки общения и взаимоотношений в сообществах, уменьшают доступ и вредное употребление алкоголя; и изменяют культурные гендерные стереотипы.

#### Сексуализированное насилие

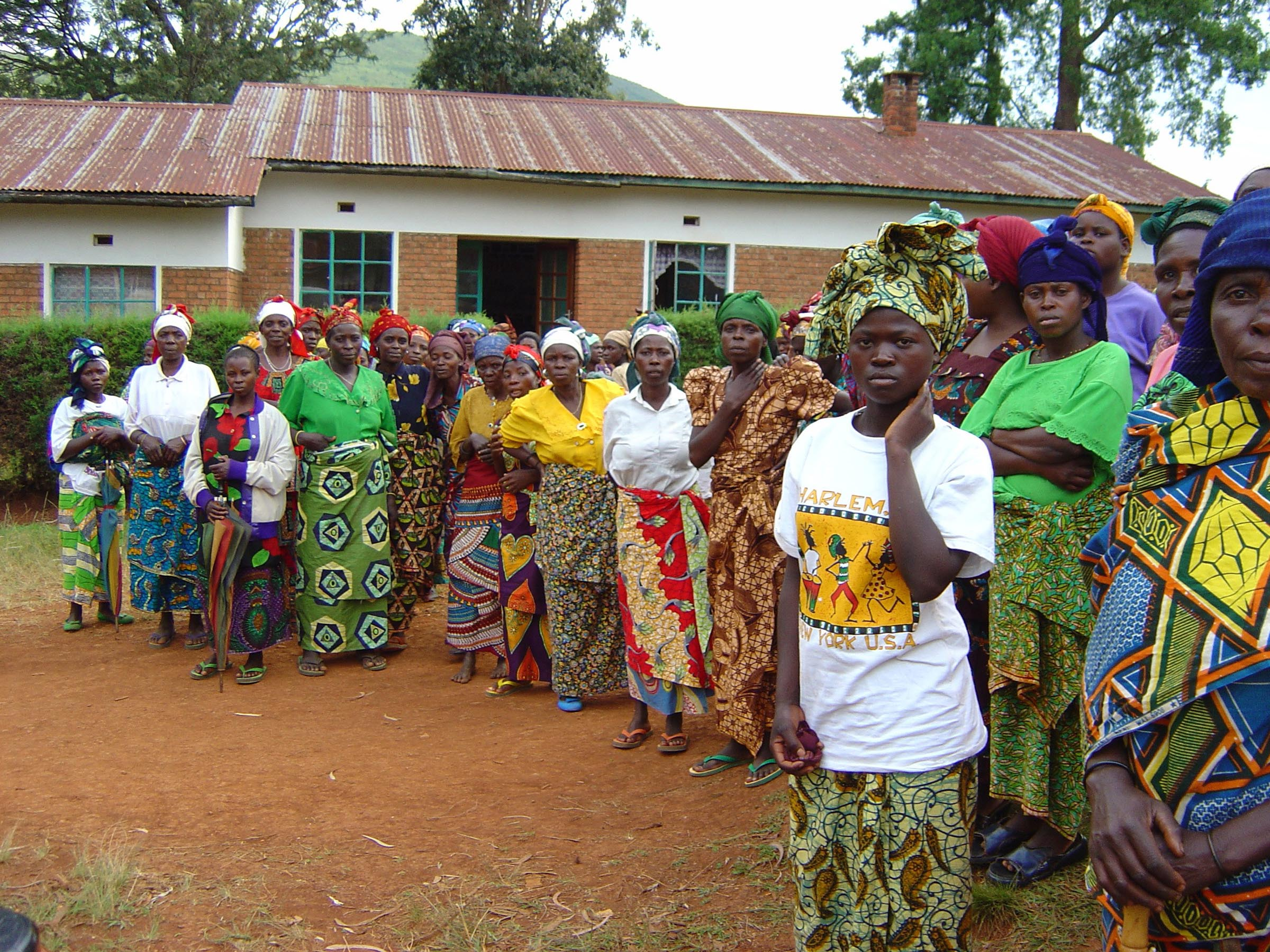
Встреча жертв сексуального насилия в Демократической Республике Конго.

Сексуальное насилие это любой сексуальный акт или попытка сексуального акта с помощью насилия или принуждения, действий по торговле людьми или действий, направленных против сексуальности человека, независимо от отношения к жертве. Изнасилование — это тип сексуального насилия, обычно включающий половой акт или другие формы сексуального проникновения, совершенные без согласия. Это действие может быть совершено с помощью физической силы, принуждения, злоупотребления властью или в отношении лица, которое не способно дать действительное согласие, например лицо, находящееся в бессознательном состоянии, лишенное дееспособности, имеющее интеллектуальную инвалидность или не достигшее установленного законом возраста сексуального согласия.
Обследования на уровне населения, основанные на сообщениях жертв, показывают, что от 0,3 до 11,5 % женщин сообщили о том, что подвергались сексуальному насилию.
Сексуальное насилие имеет серьёзные краткосрочные и долгосрочные последствия для физического, психического, сексуального и репродуктивного здоровья жертв и их детей. Многие из факторов риска для сексуального насилия такие же, как и для домашнего насилия. Одним из наиболее важных факторов насилия в семье является убеждение в том, что насилие, будь то физическое или словесное, приемлемо. Другие факторы включают злоупотребление психоактивными веществами, безработицу, проблемы с психическим здоровьем, отсутствие навыков преодоления трудностей, изоляцию и чрезмерную зависимость от обидчика.
Несколько мероприятий по предотвращению сексуального насилия были продемонстрированы как эффективные. Школьные программы по предотвращению сексуальных надругательств над детьми путём обучения детей распознавать и избегать ситуаций, связанных с сексуальным насилием, осуществляются во многих частях мира и представляются многообещающими, но требуют дальнейших исследований. Для достижения долгосрочных изменений важно принять законодательство и разработать политику защиты жертв сексуального насилия, бороться с дискриминацией по половому признаку, содействовать гендерному равенству и способствовать уменьшению «культуры насилия».

#### Насилие над пожилыми людьми
Жестокое обращение с пожилыми людьми — это однократное или повторяющееся действие или отсутствие соответствующих действий, возникающее в любых отношениях, когда существует ожидание доверия, которое причиняет вред или страдания пожилому человеку. Этот тип насилия представляет собой нарушение прав человека и включает такие виды насилия как: физическое, сексуальное, психологическое, эмоциональное, финансовое и материальное злоупотребление, отсутствие внимания, пренебрежение, и серьёзная потеря достоинства и уважения.
Хотя имеется мало информации о степени жестокого обращения среди пожилых людей, особенно в развивающихся странах, по оценкам, 4—6 % пожилых людей в странах с высоким уровнем дохода сталкивались с той или иной формой жестокого обращения дома.
Многие стратегии были реализованы для предотвращения жестокого обращения с пожилыми людьми и принятия мер против него и смягчения его последствий, включая кампании по информированию общественности и специалистов, проверку (потенциальных жертв и преступников). Мероприятия по поддержке лиц, обеспечивающих уход (например, управление стрессом, временная помощь), службы по защите пожилых и группы самопомощи. Однако их эффективность, пока не доказана.

#### Насилие над мужчинами
См. также Насилие против мужчин, Принудительное обрезание, Этика обрезания и Домашнее насилие в отношении мужчин
Насилие в отношении мужчин состоит из насильственных действий, которые непропорционально или исключительно совершаются в отношении мужчин. Мужчины являются и пострадавшими насилия, и чаще теми, кто совершает насилие. В любом обществе сексуальное насилие в отношении мужчин трактуется иначе, чем в отношении женщин, и может не признаваться международным правом.

##### Восприятие
Исследования социальных установок показывают, что насилие воспринимается как более или менее серьёзное в зависимости от пола жертвы и преступника. При этом согласно мировой статистике, мужчин убивают в четыре раза чаще, в сравнении с убийствами в отношении женщин. Согласно исследованию, опубликованному в публикации «Агрессивное поведение», вероятность того, что насилие в отношении женщин было примерно на треть, чаще сообщалось в полицию третьими лицами, независимо от пола нападавшего хотя наиболее вероятно, что сообщалось, что гендерное сочетание было мужчиной-преступником и женщиной-жертвой. Использование стереотипов правоохранительными органами является признанной проблемой, и специалист по международному праву Соланж Моутан утверждает, что в сценариях конфликта сексуальное насилие в отношении мужчин игнорировалось в пользу сосредоточения внимания на сексуальном насилии в отношении женщин и детей. Одним из объяснений этой разницы в фокусировке является физическая сила, которой обладают мужчины над женщинами, что делает людей более склонными осуждать насилие с этой гендерной конфигурацией. Концепция мужчин, переживших насилие, противоречит социальному восприятию роли мужчин и женщин, что ведет к низкому признанию и небольшому количеству правовых положений. Зачастую нет юридических оснований для преследования женщины за совершение насильственных преступлений против мужчины.

##### Массовые убийства
В ситуациях структурного насилия, включающих войну и геноцид, мужчин и мальчиков часто выделяют и убивают. Во время войны в Косово число жертв массовых убийств среди гражданского населения мужского пола составляло более 90 % от общего числа жертв среди гражданского населения.
Мужчины и мальчики, не участвующие в боевых действиях, были и продолжают оставаться наиболее частыми объектами массовых убийств и геноцидного убоя, а также множества мелких злодеяний и злоупотреблений. Gendercide Watch, независимая правозащитная группа, документирует многочисленные случаи, направленные на мужчин (взрослых и детей): Кампания Анфал, (Иракский Курдистан), 1988 — Геноцид армян (1915-17) — Руанда, 1994. Принудительный призыв на военную службу также может рассматриваться как насилие в отношении мужчин по признаку пола.

##### Сексуальное насилие
В вооруженных конфликтах сексуальное насилие совершается мужчинами в отношении мужчин как психологическая война, чтобы деморализовать противника. Практика древняя, и была записана как происходящая во время крестовых походов. Кастрация используется в качестве средства физической пытки с сильными психологическими последствиями, а именно с потерей способности производить потомство и потерей статуса полноценного человека. Международное уголовное право не рассматривает сексуальное насилие в отношении мужчин по признаку пола в качестве отдельного вида преступления и рассматривает его как военные преступления или пытки. Культура молчания вокруг этой проблемы часто оставляет мужчин без поддержки.
В 2012 году в отчёте УВКБ ООН говорилось, что «SGBV (сексуальное и гендерное насилие) в отношении мужчин и мальчиков обычно упоминается в качестве сноски в отчётах». В одном исследовании менее 3 % организаций, которые рассматривают изнасилование как оружие войны, упоминают мужчин или предоставляют услуги жертвам-мужчинам. В 1990 году было отмечено, что английский язык «лишён терминов и фраз, которые точно описывают изнасилование мужчин».

##### Принудительное обрезание
Некоторые группы считают нетерапевтическое обрезание мужчин формой насилия в отношении молодых мужчин и мальчиков. Международный уголовный суд считает принудительное обрезание «бесчеловечным деянием». В некоторых судебных решениях было установлено, что это является нарушением прав ребёнка. Во многих странах (например — Австралия, Канада, США, Турция, Южная Корея) новорожденных мальчиков обычно обрезают, не учитывая мнения ребёнка. Кроме того, иудейская и мусульманская конфессии обрезают мальчиков в молодом возрасте. Это также практикуется в коптском христианстве и эфиопской православной церкви. Хотя решение суда[какого?] 2012 года в Германии поставило под сомнение практику обрезания мужского пола, назвав обрезание «причинением тяжких телесных повреждений», немецкий парламент принял закон, согласно которому обрезание мальчиков должно быть законным. По состоянию на 2016 год рубки крайней плоти у мальчиков по-прежнему законны во всем мире.

#### Насилие над женщинами
Самым частым видом насилия над женщинами является насилие со стороны интимного партнёра. Женщины подвергаются насилию во многих формах, например: 
- Насилие со стороны интимного партнёра, в том числе физическое, сексуальное и эмоциональное;
- Изнасилование в браке и сексуальное насилие, в том числе и связанное с конфликтом;
- Убийство во имя чести;
- Нанесение увечья женским гениталиям;
- Торговля людьми;
- Браки по принуждению;
- ранние браки.

Исследования показывают что от 15 % до 71 % женщин в возрасте 15—49 подверглись физическому и/или сексуального насилия со стороны интимного партнёра. Насилие есть во всех странах распространённость варьируется в странах и в регионах. По мнению ВОЗ, насилие над женщинами можно предотвратить.
Последствия для здоровья включают в себя: смерть, посттравматические стрессовые расстройства, нежелательная беременность, искусственные аборты, злоупотребление психоактивными веществами, табака и алкоголя, инфекции, передающиеся половым путём, включая ВИЧ, травмы, депрессия.

#### Информационное насилие
Информационное насилие – активное воздействие на сознание человека, проводимое без его согласия и нарушающее информационную свободу личности.

### Военное дело
Война — это состояние продолжительного насильственного широкомасштабного конфликта с участием двух или более групп людей, обычно под эгидой правительства. Это самая крайняя форма коллективного насилия.

### Целенаправленное насилие
Несколько редких, но болезненных эпизодов убийства, покушения на убийство и стрельбы в школах в начальных, средних и старших школах, а также в колледжах и университетах в Соединённых Штатах Америки привели к значительным исследованиям поведения людей, которые планировали или проводили такие атаки. Эти исследования (1995—2002) исследовали то, что авторы назвали «целевым насилием», описали «путь к насилию» тех, кто планировал или совершил нападения, и выложили предложения для сотрудников правоохранительных органов и преподавателей. Важным моментом этих исследований является то, что целенаправленное насилие не просто «внезапно появляется».

### Повседневное насилие
В качестве антропологической концепции «повседневное насилие» может относиться к включению различных форм насилия (главным образом политического насилия) в повседневную жизнь. В Латинской Америке и Карибском море, регионе с самым высоким уровнем убийств в мире, произошло более 2,5 миллионов убийств в период с 2000 по 2017 год.

## Факторы
Насилие не может быть отнесено к одному фактору. Его причины сложны и происходят на разных уровнях. Чтобы представить эту сложность, часто используется экологическая или социально экологическая модель. Следующая четырёхуровневая версия экологической модели часто используется при изучении насилия:
Первый уровень определяет биологические и личностные факторы, которые влияют на поведение людей и увеличивают вероятность стать жертвой или преступником насилия: демографические характеристики (возраст, образование, доход), генетика, поражения головного мозга, расстройства личности, злоупотребление психоактивными веществами и история перенесения, свидетельства или участия в насилии.

### Воспитание детей
В то время как исследования, показывающие связь между физическим наказанием детей и последующей агрессией, не могут доказать, что физическое наказание вызывает усиление агрессии, ряд продолжительных исследований предполагает, что опыт физического наказания оказывает прямое причинно-следственное влияние на более поздние агрессивные формы поведения. Межкультурные исследования показали, что более широкое распространение телесных наказаний у детей способствует более высокого уровня насилия в обществе. Например, анализ 186 доиндустриальных обществ, проведённый в 2005 году, показал, что телесные наказания более распространены в обществах, в которых также отмечаются более высокие показатели убийств, нападений и войн.

### Психология
Причины насильственного поведения людей часто становятся темой психологических и социологических исследований. Нейробиолог Ян Волавка подчёркивает, что для этих целей агрессивное поведение определяется как «преднамеренное физически агрессивное поведение в отношении другого лица».
Учёные согласны в том, что насилие было присуще людям всегда. При этом есть археологические свидетельства, показывающие, что наряду с всплесками насилия, для доисторических людей было характерно и миролюбие. Есть также исследования, подтверждающие, что люди обладают множеством природных механизмов, направленных на кооперацию, сдерживание агрессии и мирное разрешение конфликтов, и что эти механизмы столь же естественны, как и агрессивные наклонности.
Поскольку насилие является вопросом восприятия, а также измеримым явлением, психологи обнаружили различие в том, воспринимают ли люди определённые физические действия как «насильственные». Например, в государстве, где казнь является узаконенным наказанием, мы обычно не воспринимаем палача как «насильственного», хотя мы можем говорить более метафорически о том, что государство действует насильственно. Аналогичным образом, понимание насилия связано с предполагаемым отношением агрессора к жертве: следовательно, психологи показали, что люди могут не признавать применение силы в обороне как насильственное, даже в тех случаях, когда количество применяемой силы значительно больше, чем в исходной агрессии.
Психиатр Джеймс Гиллиган утверждает, что наиболее жестокое поведение представляет собой попытку устранить чувства стыда и унижения, которые он называет (англ. the death of self) «смертью себя». Применение насилия часто является источником гордости и защиты чести, особенно среди мужчин, которые считают, что насилие определяет мужественность.
В статье под названием (англ. The History of Violence) «История насилия» в «The New Republic» Стивен Пинкер утверждает, что в среднем количество и жестокость насилия над людьми и животными за последние несколько веков уменьшились.
Наблюдение Пинкера о снижении межличностного насилия перекликается с работой Норберта Элиаса, который связывает это с «цивилизационным процессом», в котором государственная монополизация насилия, поддержание социально-экономических взаимозависимостей (англ. figurations), и поддержание поведенческих кодексов в культуре — всё это способствует развитию индивидуальной чувствительности, которая увеличивает отвращение людей к насильственным действиям.
Некоторые учёные не согласны с аргументом, что все насилие уменьшается, утверждая, что не все виды насильственного поведения сейчас ниже, чем в прошлом. Они предполагают, что исследования, как правило, фокусируются на смертельном насилии, часто смотрят на уровень смертности в результате военных действий, но игнорируют менее очевидные формы насилия. Тем не менее, количество смертоносного насилия, такого как нападения или издевательства, также уменьшается.
Концепция нормализации насилия известна как социально санкционированное или структурное насилие и является предметом повышенного интереса для исследователей, пытающихся понять насильственное поведение. Это долго обсуждалось исследователями в области социологии, медицинской антропологии, психологии, философии и биоархеологии.
Эволюционная психология предлагает несколько объяснений человеческого насилия в различных контекстах, таких как сексуальная ревность у людей, жестокое обращение с детьми, и убийства. Гетц (2010) утверждает, что люди похожи на большинство видов млекопитающих и используют насилие в определённых ситуациях. Он пишет, что «Бусс и Шаклфорд (1997a) предложили семь адаптивных проблем, с которыми периодически сталкивались наши предки, и которые могли быть решены с помощью агрессии: совместное использование ресурсов других, защита от нападения, причинение издержек однополым соперникам, ведение переговоров о статусе и иерархиях, удержание соперников от будущей агрессии, удержание супругов от неверности и сокращение ресурсов, затрачиваемых на генетически не связанных детей.»

## Последствия
Всемирная организация здравоохранения утверждает: Насилие является причиной плохого состояния здоровья на протяжении всей жизни, особенно у женщин и детей, и раннею смертность. Это вызвано тесной связью через курение, злоупотребление алкоголем и наркотиками, и опасное сексуальное поведение. С основными причинами смертности, например сердечно-сосудистые заболевания, инсульт, рак и ВИЧ/СПИД.

### Уровень смертности
В 2000 году от всех видов насилия умерло 1,6 миллиона человек. Из них 815000 самоубийства, 520000 убийства и 310000 погибло на войне.
В 2012 году около 475 000 человек были убиты. Около 60 % из них юноши и мужчины в возрасте от 15 до 44 лет. Для мужчин в этом возрасте убийство является третьей по распространённости причиной смерти.
Уровень смертности может использоваться для: Представлении о масштабах насилия с летальным исходом, для наблюдения за изменением масштабов насилия с смертельным исходом, для выявления групп людей или общин, которые в наибольшей мере подвержены риску насилия, для сравнительных исследований внутри страны и между странами.

### Психологические последствия
В зависимости от длительности периода, в котором индивид подвергается насилию, различают два вида травм:
1. Простая травма — это краткосрочное, как правило, неожиданное событие, которое обычно несёт угрозу для индивида и превосходит его возможности в отношении самозащиты. Такое событие оставляет очень яркий, конкретный и неизгладимый след в памяти. Жертва насилия может в дальнейшем видеть пугающие сны, в которых присутствуют те или иные аспекты события. При травмах этого типа может развиться посттравматическое стрессовое расстройство с такими симптомами, как высокая физиологическая реактивность, повторное переживание травмы («флэшбэки»), навязчивые мысли, связанные с событием, и избегание того, что напоминает травмирующую ситуацию.
2. Пролонгированная травма — это повторяющиеся травматические ситуации («серийная травматизация»): например, травля. В первый раз такое событие воспринимается индивидом как травма первого типа. В дальнейшем события становятся все более предсказуемыми, и жертва переживает страх повторения травмы, при этом ощущая чувство беспомощности в отношении возможности предотвращении травмы. Как правило, в этом случае развивается состояние, называемое «комплексное посттравматическое стрессовое расстройство». Из-за воздействия защитных механизмов психики воспоминания о травмах этого типа характеризуются неясностью, размытостью. С течением времени индивид может развить симптомы диссоциации для того, чтобы уменьшить воздействие травматической ситуации на его психику. Травмы этого типа могут привести к возникновению чувства вины, стыда, к снижению самооценки и даже к изменению представлений индивида о собственной личности. Чаще, чем в предыдущем случае, возникают нарушения в отношениях с окружающими, отстранённость, аддикции.
Есть сильная корреляция между насилием в детстве, особенно сексуальным насилием, и развитием пограничного расстройства личности.
У некоторых жертв насилия может происходить отыгрывание травмы в роли агрессора, что может даже привести к совершению противоправных поступков. Исследования показывают, что многие преступники в детстве были жертвами физического или сексуального насилия.
Посттравматическое стрессовое расстройство может также возникнуть у лиц, которые были вынуждены применять насилие (например, участвуя в убийствах или пытках) (см Травма агрессора), что может вызвать особую форму ПТСР, называемую «perpetration-or participation-induced traumatic stress» (сокращённо PITS) с типичной картиной ПТСР (флэшбэки, кошмары, избегание и т. д.).
Существует также такое явление как вторичная травма, или вторичное травматическое стрессовое расстройство, которые могут получить те, кто наблюдал и или был каким-либо способом осведомлён о происходящем и или уже случившимся насилием. 

## Предотвращение
ВОЗ утверждает, что научные исследования ясно демонстрируют возможность предотвратить насилие и уменьшить его последствия.
Выделяют три уровня предотвращения насилия:
- Первый — предупреждение;
- Второй — помощь (медицинская, психологическая) сразу после насилия;
- Третий — длительные меры по ликвидации последствий (реабилитация):

## Классификация насилия
По характеристикам субъектов, совершающих насилие, выделяются следующие категории:
- покушение на собственную жизнь или здоровье (в том числе самоубийство, попытки самоубийства, самоповреждение);
- межличностное насилие (насилие со стороны другого человека или группы людей);
  - Насилие в семье и насилие над интимным партнёром;
  - Насилие в общине (как правило вне дома);
- коллективное насилие (насилие со стороны государства, политической группы, террористической организации).

По природе насилия выделяют следующие типы:
- физическое насилие;
- сексуальное насилие;
- психологическое насилие;
- нанесение ущерба или отсутствие заботы.

### Всемирная организация здравоохранения
- Публикации и ресурсы о насилии на Английском языке

Доклады
- Всемирная организация здравоохранения. Violence prevention: the evidence (англ.) (2010). Дата обращения: 1 декабря 2019.
- ВОЗ совместно с Организацией Объединенных Наций. Global status report on violence prevention 2014 (англ.). — Женева, 2014. — P. 1—85. — 292 p. — ISBN 978 92 4 156479 3.
- Всемирная организация здравоохранения. Доклад о положении дел в мире в сфере профилактики насилия, 2014 год = Global status report on violence prevention. — Женева, 2014. — С. 12.
- Семь стратегий по ликвидации насилия в отношении детей

Информационные бюллетени
- 10 фактов о предупреждении насилия
- Жестокое обращение с детьми
- Насилие в отношении женщин
- Молодежное насилие
- Плохое обращение с пожилыми людьми

Другое
- Руководство по неотложной помощи при травмах
- Рекомендации ВОЗ по вопросам соблюдения этики и обеспечения безопасности при проведении интервью с женщинами, пострадавшими от торговли людьми

### Организация Объединённых Наций
- Сексуальное и гендерное насилие над беженцами, возвращающимися лицами и внутренне перемещенными лицами
- Насилие в отношении женщин
- Гендерное насилие